# Litaneutria ocularis
Litaneutria ocularis är en bönsyrseart som beskrevs av Henri Saussure 1892. Litaneutria ocularis ingår i släktet Litaneutria och familjen Mantidae. Inga underarter finns listade i Catalogue of Life.